# Dpkg
dpkg е софтуерът зад системата за управление на пакетите на Debian. Ролята на dpkg е да инсталира, премахва и предоставя информация за софтуерните пакети във формат *.deb.
dpkg е инструмент в основния слой, който използва front-end интерфейси като APT, за да импортира софтуерни пакети от отдалечени източници и от други софтуерни модули.
Инструменти като aptitude и synaptic са по-често използвани от самия dpkg, защото се справят по-добре с пакетните връзки и имат по-лесен за използване интерфейс.